# Цыбин, Дмитрий Владимирович
Дмитрий Владимирович Цыбин (род. 16 июня 1986, Уфа) — российский хоккеист, крайний нападающий.

## Биография
Воспитанник уфимской школы хоккея. В течение трёх сезонов играл в первой лиге чемпионата России в составе «Салават Юлаев-2». Сыграв 156 игр, набрал 52+66 очков по системе «гол+пас».
Следующие три сезона Дмитрий провел в Нефтекамске, выступая за «Торос», игравший в высшей лиге. Отыграв 165 игр, забил 43 шайбы и сделал 65 голевых передач.
Сезон 2009/10 года Дмитрий начал в составе ХК «Салават Юлаев», но, не проявив себя в четырёх играх, вернулся в «Торос». В сезоне 2009/10 года он 51 раз выходил на лёд, отметился 11 шайбами и 17 передачами.
Начиная с сезона 2010/11 года выступал в ВХЛ. В составе «Тороса» в сезоне 2010/11 провёл 48 игр, забил 7 шайб и отметился 12 передачами. В сезоне 2011/12 в составе «Мечела» 61 раз выходил на лед, 18 раз зажигал лампочку за воротами противника и 37 раз ассистировал партнерам по команде.
В сезоне 2012/2013 играл за карагандинский клуб «Сарыарка». Сыграл 72 матча, набрал 52 (25+27) очка.
В мае 2013 года подписал контракт с челябинским «Трактором».